# اچ‌ام‌اس تیلبوری (۱۷۴۵)
اچ‌ام‌اس تیلبوری (۱۷۴۵) (به انگلیسی: HMS Tilbury (1745)) یک کشتی بود که طول آن ۱۴۷ فوت (۴۴٫۸ متر) بود. این کشتی در سال ۱۷۴۵ ساخته شد.